# Cabra Saanen

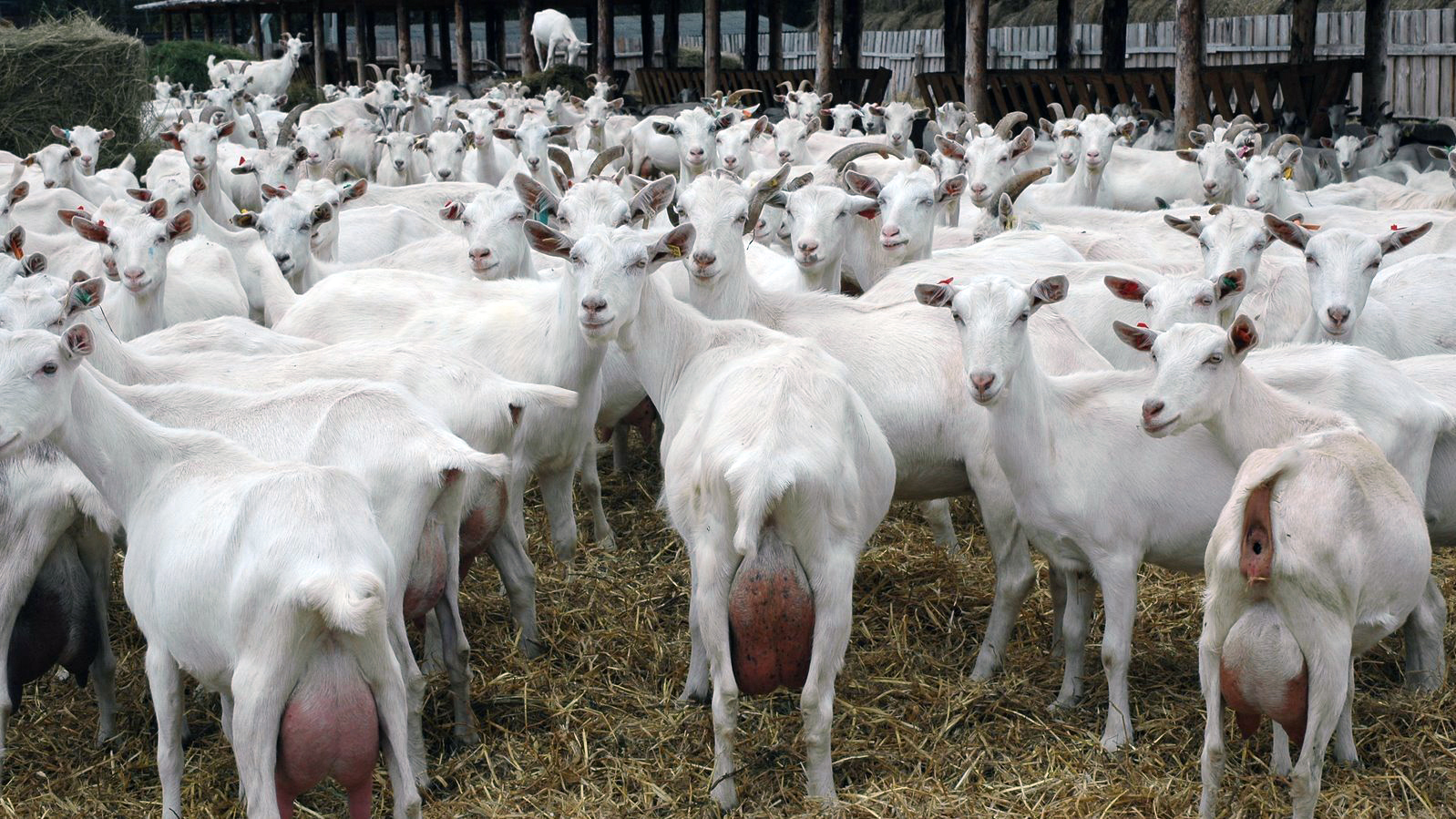
um rebanho de cabras Saanen

A Saanen (em alemão:  'Saanenziege', em francês:  'Chèvre de Gessenay') é uma raça de cabra doméstica desenvolvida por volta de 1980 na Suiça, conhecida por sua capacidade de produção leiteira acima do comum para cabras de até 8 litros de leite. Seu nome vem da cidade suíça de Saanen.